# NGC 7660
NGC 7660 је елиптична галаксија у сазвежђу Пегаз која се налази на NGC листи објеката дубоког неба.
Деклинација објекта је + 27° 1' 47" а ректасцензија 23h 25m 48,7s. Привидна величина (магнитуда) објекта NGC 7660 износи 12,7 а фотографска магнитуда 13,7. NGC 7660 је још познат и под ознакама UGC 12594, MCG 4-55-12, CGCG 476-35, PGC 71413.